# Me’a Sze’arim
Me’a Sze’arim (hebr. מאה שערים, dosłownie „sto bram” lub „stukrotna”) – jedna z najstarszych dzielnic żydowskich w Jerozolimie, w Izraelu. Jest zamieszkana głównie przez żydów charedim i chasydów.

## Historia
Nazwa pochodzi od wersetu w części Tory, który był czytany w tygodniu, w którym założono dzielnicę: „Izaak zasiał ziarno, i doczekał się owym roku stukrotnego plonu  (מאה שערים, me’a sze’arim), gdyż Pan mu pobłogosławił” (Rdz 26,12). 
Conrad Schick, niemiecki chrześcijański architekt i misjonarz, opracował plan budowy Me’a Sze’arim w 1846. Dzielnica Me’a Sze’arim została założona w 1874 jako jedno z pierwszych osiedli żydowskich poza murami Starego Miasta przez spółdzielnię budowlaną liczącą 100 udziałowców, którzy chcieli przenieść się tu z przeludnionego Starego Miasta. Początkowo dzielnica była otoczona murem, z zamykanymi co wieczór bramami. Na początku XX wieku było tu 300 domów, młyn i piekarnia. Obecnie dzielnica, chociaż pozbawiona otaczającego muru, stanowi swoistą enklawę w Jerozolimie. Ciasno stłoczona zabudowa z licznymi sklepikami i warsztatami przypomina wschodnioeuropejski sztetl, a wrażenie to potęguje ludność dzielnicy, złożona niemal wyłącznie z ultra-ortodoksyjnych żydów charedim i chasydów.
Mieszkańcy znani są ze skrajnie konserwatywnych poglądów, np. nie uznają współczesnego państwa Izrael (ponieważ powstało wbrew wskazaniom religijnym), odmawiają służby w wojsku, płacenia podatków, nie uznają świeckiego wymiaru sprawiedliwości mając własne sądy religijne, zachowują tradycyjny, bardzo skromny strój oraz starannie przestrzegają zasad szabatu (dzielnica znana jest np. z blokowania ulic, aby nie jeździły nimi samochody podczas szabatu). Podobnych zasad zachowania (skromny strój, powściągliwość i pruderia, zwłaszcza między osobami różnej płci oraz zakaz robienia zdjęć ludziom) mieszkańcy oczekują od gości, odwiedzających ich dzielnicę. Informują o tym stosowne napisy na domach. Językiem codziennym jest głównie jidysz, a nie hebrajski, uznawany za „język święty”. 
Współcześnie jest to dzielnica biedna, gdzie większość rodzin utrzymuje się z zasiłków. Poprawie sytuacji materialnej nie sprzyja tradycyjny styl życia, zgodnie z którym mężczyźni zajmują się głównie modlitwami i studiowaniem dzieł religijnych (nawet do 12 godzin dziennie), a kobiety są obciążone wychowywaniem licznego potomstwa oraz utrzymaniem domu i rodziny. Charakterystyczne dla dzielnicy są bardzo liczne, niewielkie synagogi (jedna przypada na dziesięciu dorosłych mężczyzn). W Me’a Sze’arim zdarzają się niebezpieczne rozruchy i podobne incydenty, ponieważ mieszkańcy często reagują agresją na wszystko, co postrzegają jako zagrożenie dla swoich wartości.